# Papaver ernesti-mayeri
Papaver ernesti-mayeri är en vallmoväxtart som först beskrevs av Markgraf, och fick sitt nu gällande namn av T. Wraber. Papaver ernesti-mayeri ingår i släktet vallmor, och familjen vallmoväxter. Inga underarter finns listade i Catalogue of Life.